# Rio Ipnavik
O Rio Ipnavik é um afluente do rio Colville na encosta norte do Alasca, fazendo parte das terras ancestrais dos povos Inupiates, que o chamaram de Ipnavak e possuindo sua foz na cordilheira de Brooks. O rio Ipnavik flui em direção nordeste até encontrar o rio Colville. O trajeto está a nor-nordeste de Howard Pass, onde se encontra a foz do Ipnavik. O nome foi documentado pelo Serviço Geológico dos Estados Unidos em 1925.

## Etimologia
O nome Inupiate, Ipnavak significa "lugar onde crescem os cordeiros". " :459 O nome do rio foi documentado pela primeira vez em 1925 por Gerald Fitzgerald, a trabalho pelo Serviço Geológico dos Estados Unidos. O local mais remoto dos Estados Unidos, definido como "o local mais distante de qualquer estrada e cidade", está localizado ao longo do rio Ipnavik, 190 km das cidades de Ambler e Atqasuk, e cerca de 610 km a nordeste de Fairbanks.

## Fisiologia
O rio Ipnavik está a 109 km de seu afluente, no rio Colville. Sua nascente se encontra na cordilheira de Brooks. O rio possui uma área de drenagem de 1.525 km2 e uma vazão média anual estimada de 6,9 m³/s. Perto de sua nascente, o rio é rápido e confinado a um único canal. O trecho inferior do rio é dividido em vários canais entrelaçados e possui pequenas ilhas estreitas. A vegetação aquática é escassa. O Ipnavik flui límpido durante a maior parte do verão.

## História
Os Inupiates são os povos indígenas na região do Ipnavik. Antigas estruturas de caça Inupiate, com fragmentos de pontas de flechas e pilhas de ossos de caribu, ainda podem ser encontradas nas encostas entre Surprise Creek e o rio Kokolik, perto do ponto mais ao norte do percurso do rio.
Em 2012, o Congresso estava considerando designar total ou parcialmente o Rio Ipnavik no Sistema Nacional de Rios Selvagens e Cênicos, juntamente com uma seção dos rios Colville, Awuna, Etivluk, Nigu, Kuna, Kiligwa, Nuka, Utukok, Driftwood e Carbon. :24

## Peixe
O peixe com maior distribuição no rio Ipnavik é o Thymallus arcticus, ou Sulukpaugaq na língua Inupiate. É uma espécie chave na subsistência do povo Inupiate, e é uma das espécies mais importantes para a pesca esportiva no Alasca. :43-47